# تانیتا تیکارام
تانیتا تیکارام (به انگلیسی: Tanita Tikaram) (زادهٔ ۱۲ آگوست ۱۹۶۹ در مونستر آلمان) خواننده و ترانه‌سرای فولک/پاپ انگلیسی است. او بیشتر با آثاری هم‌چون «انحرافی در هشیاری من» و «عادت خوب» که هردو متعلق به اولین آلبوم او با نام قلب باستانی هستند شناخته‌شده‌است. تانیتا خواهر کوچک رامون تیکارام هنرپیشه‌است. از ویژگی‌های متمایز "تانیتا" می‌توان به صدای نیرومند و اشعار شاعرانه و تا حدی مبهم او اشاره کرد.

## درباره
پدر تانیتا که افسر ارتش انگلستان بود اصالت هندی/فیجیایی داشت و مادرش مالزیایی تبار بود. خانوادهٔ تانیتا به‌خاطر شغل پدرش معمولاً در حال نقل و انتقال بودند و زمانی که او ۱۲ساله بود به انگلستان نقل‌مکان کردند. تانیتا از سنین نوجوانی ترانه‌سرایی را آغاز کرد و اولین اجرای‌اش را در ۱۷ سالگی و در کلوپی در شهر لندن برگزار کرد که کمی پیش‌تر نمونهٔ کارهای‌اش را برای آن‌ها فرستاده بود. پس از آن‌که تانیتا در تلویزیون هم برنامه اجرا کرد موفق شد با کمپانی برادران وارنر قراردادی امضا کند و اولین آلبوم‌اش را در ۱۹ سالگی و با لیبل آن‌ها منتشر کرد. آلبوم قلب باستانی که در سال ۱۹۸۸ روانهٔ بازار شد به سرعت محبوب شد و در پی آن تانیتا به برگزاری یک تور جهانی پرداخت. آلبوم بعدی تانیتا که با نام The Sweet Keeper در سال ۱۹۹۰ منتشر شد موقعیت او را به‌عنوان یک هنرمند مستعد تثبیت کرد، آن‌چنان که دو آلبوم نه‌چندان موفق ‎(۱۹۹۱)‎ Everybody's Angel و ‎(۱۹۹۲)‎ Eleven Kinds of Loneliness هم چندان به اعتبارش خدشه‌ای وارد نکردند.

## آلبوم‌ها
|   | نام آلبوم                  | سال انتشار |
| 1 | Ancient Hear               | ۱۹۸۸       |
| 2 | The Sweet Keeper           | ۱۹۹۰       |
| 3 | Everybody's Angel          | ۱۹۹۱       |
| 4 | Eleven Kinds of Loneliness | ۱۹۹۲       |
| 5 | Lovers in the City         | ۱۹۹۵       |
| 6 | The Cappuccino Songs       | ۱۹۹۸       |
| 7 | Sentimental                | ۲۰۰۵       |
| 8 | Closer to the People Read  | 2016       |